# بلانكا سوتو
بلانكا سوتو (بالإسبانية: Blanca Soto)‏ هي متسابقة ملكة الجمال وعارضة وممثلة مكسيكية، ولدت في 5 يناير 1979 بمونتيري في المكسيك.

## أعمال

### أفلام
- (2010) عشاء للأغبياء[5]

## وصلات خارجية
- بلانكا سوتو على موقع IMDb (الإنجليزية)
- بلانكا سوتو على موقع قاعدة بيانات الفيلم (الإنجليزية)
- بلانكا سوتو على موقع دليل عارضات الأزياء (الإنجليزية)